# Ctenolepisma
Ctenolepisma és un gènere d'insectes primitius de l'ordre Zygentoma emparentat especialment amb el peixet d'argent i Thermobia domestica amb la diferència de no trobar-se tant amb els hàbitats humans, trobant-se algunes espècies tant dins com fóra dels edificis i algunes espècies localitzades solament fora de l'hàbitat dels humans. El gènere es troba distribuït a quasi totes les regions càlides del món. Austràlia no allotja Ctenolepisma natius, sinó espècies introduïdes.

## Diversitat
Hi ha aproximadament un centenar d'espècies d'aquest gènere.
Les espècies són:
- Ctenolepisma abyssinica Mendes, 1982 (Etiòpia)
- Ctenolepisma africanella Wygodzinsky, 1955 (Sud-àfrica)
- Ctenolepisma albida Escherich, 1905
- Ctenolepisma algharbica Mendes, 1978 (Portugal)
- Ctenolepisma almeriensis[3] Molero-Baltanás, et al., 2005 (Espanya)
- Ctenolepisma alticola  Silvestri, 1935 (Karakorum)
- Ctenolepisma angustiella  Silvestri, 1949 (Àfrica)
- Ctenolepisma armeniaca[4] Molero-Baltanás, et al., 2010 (Armènia)
- Ctenolepisma ciliata Dufour, 1831 (Espanya)[4]
- Ctenolepisma lineata Fabricius, 1775[4]
- Ctenolepisma nicoletii[3]
- Ctenolepisma vieirai Mendes, 1981 (Illes Canàries)[4]
- Ctenolepisma barchanicum  Kaplin, 1985 (Turkmenistan)
- Ctenolepisma basilewskyi  Wygodzinsky, 1965 (Kenya)
- Ctenolepisma boettgeriana  Paclt, 1961 (Índia)
- Ctenolepisma burmanica  (Parona, 1892) (Burma) 
[Sinònim: Lepisma burmanica Parona, 1892]
- Ctenolepisma cabindae  Mendes, 2002d (Angola)
- Ctenolepisma calva  (Ritter, 1910) (Sri Lanka) 
[Sinònim: Peliolepisma calva Ritter, 1910]
- Ctenolepisma canariensis Mendes et al., 1992 (Illes Canàries)
- Ctenolepisma ciliata  (Dufour, 1831) (Mediterrani; Cap Verd; Afganistan)
[Sinònims: Lepisma ciliata Dufour, 1831, Ctenolepisma fuliginosa (Lucas, 1846), Lepisma fuliginosa Lucas, 1846]
- Ctenolepisma conductrix  Silvestri, 1918 (Líbia)
- Ctenolepisma confalonieri  Silvestri, 1932 (Àfrica)
- Ctenolepisma decellei  Mendes, 1982 (Txad)
- Ctenolepisma desaegeri  Mendes, 1982 (Zaire)
- Ctenolepisma dewittei  Mendes, 1982 (Zaire)
- Ctenolepisma dubitalis  Wygodzinsky, 1959 (Illes del nord de les Petites Antilles)
- Ctenolepisma dzhungaricum Kaplin, 1982 (Kazakhstan)
- Ctenolepisma electrans  Mendes, 1998b (Ambre dominicà)
- Ctenolepisma fasciata  (Lucas, 1863) (sin. Lepisma fasciata) (Senegal) dubtós
- Ctenolepisma feae  Silvestri, 1908 (Cap Verd)
- Ctenolepisma gabuensis Mendes, 1985 (Guinea-Bissau)
- Ctenolepisma guadianica  Mendes, 1992 (Portugal)
- Ctenolepisma guanche  Mendes, 1993 (Illes Canàries)
- Ctenolepisma guineensis Mendes, 1985 (Guinea-Bissau)
- Ctenolepisma gunini Kaplin, 1989 (Mongòlia)
- Ctenolepisma halophila Kaplin, 1981 (Turkmenistan)
- Ctenolepisma howa  Escherich in Voeltzkow, 1910 (Madagascar)
- Ctenolepisma hummelincki  Wygodzinsky, 1959 (Illes de Sobrevent)
- Ctenolepisma immanis  Mendes, 2004 (Socotra)
- Ctenolepisma incita  Silvestri, 1918 (Àfrica)
- Ctenolepisma insulicola  Mendes, 1984 (Grècia)
- Ctenolepisma kaszabi  Wygodzinsky, 1970a (Mongòlia)
- Ctenolepisma kervillei  Silvestri, 1911 (Síria, Iran, Oman)
- Ctenolepisma kuhitangicum Kaplin, 1993 (Turkmenistan)
- Ctenolepisma latisternata  Mendes, 1993 (Conca del Congo)
- Ctenolepisma lindbergi  Wygodzinsky, 1955 (Cap Verd)
- Ctenolepisma lineata  (Fabricius, 1775) (tipus nomenclatural) – peix de plata de quatre línies (Europa)
- Ctenolepisma longicaudata  Escherich, 1905 (sin. C. urbana) – peix de plata gris (Distribució cosmopolita)
- Ctenolepisma madagascariensis  Escherich in Voeltzkow, 1910 (Madagascar)
- Ctenolepisma maroccana  Mendes, 1980 (Marroc)
- Ctenolepisma michaelseni Escherich, 1905
- Ctenolepisma nicoletii[1] (Lucas, 1846) (tipus nomenclatural) (sin. Lepisma nicolettii) – peix de plata de quatre línies (Europa, Nord d'Àfrica)
- Ctenolepisma nigerica  Mendes, 1982 (Nigèria)
- Ctenolepisma nigra  (Oudemans in Weber, 1890) (sin. Lepisma nigra) (Indonèsia, Índia)
- Ctenolepisma petiti  (Lucas, 1840) (sin. Lepisma petiti) (Senegal) Dubtós
- Ctenolepisma picturata  Wygodzinsky, 1955 (Sud-àfrica)
- Ctenolepisma pinicola  Uchida, 1964 (Japó)
- Ctenolepisma pretoriana  Wygodzinsky, 1955 (Sud-àfrica)
- Ctenolepisma przewalskyi Kaplin, 1982 (Kirguizstan)
- Ctenolepisma rodriguezi Mendes et al., 1992 (Illes Canàries)
- Ctenolepisma roszkowskii  Stach, 1935 (Israel, Tunísia)
- Ctenolepisma rothschildi  Silvestri, 1907 (sin. C. diversisquamis, C. reducta) (Àfrica)
- Ctenolepisma sabirovae Kaplin, 1980 (Turkmenistan)
- Ctenolepisma sanctaehelenae  Wygodzinsky, 1970b (Santa Helena)
- Ctenolepisma sergii Kaplin, 1982 (Kazakhstan)
- Ctenolepisma serranoi Mendes, 1985 (sin. C. gambiana) (Guinea-Bissau)
- Ctenolepisma somaliensis  Mendes, 1988 (Somàlia)
- Ctenolepisma submagna  Silvestri, 1908 (Guinea Portuguesa)
- Ctenolepisma sudanica  Mendes, 1982 (Sudan)
- Ctenolepisma tanzanica  Mendes, 1982 (Tanzània)
- Ctenolepisma targioniana  Silvestri, 1908 (Àfrica, Amèrica del Nord i del Sud)
- Ctenolepisma targionii  (Grassi & Rovelli, 1889) (sin. Lepisma targionii) (Països mediterranis)
- Ctenolepisma tavaresi  Navás, 1906 (Portugal) Dubtós
- Ctenolepisma tenebrica  Silvestri, 1949 (Àfrica central)
- Ctenolepisma terebrans  Silvestri, 1908 (Sud-àfrica)
  - Ctenolepisma terebrans pluriseta  Silvestri, 1908 (Àfrica)
  - Ctenolepisma terebrans terebrans  Silvestri, 1908
- Ctenolepisma turcomanicum Kaplin, 1993 (Turkmenistan)
- Ctenolepisma unipectinata  Mendes, 1982 (Kenya)
- Ctenolepisma unistila  Silvestri, 1908 (Cap Verd)
- Ctenolepisma vanharteni  Mendes, 2004 (Socotra)
- Ctenolepisma versluysi  Escherich, 1905 (Mèxic, Antilles)
- Ctenolepisma vieirai  Mendes, 1981 (Madeira)
- Ctenolepisma villosa  (Fabricius, 1775) (sin. Lepisma villosa) (República Popular de la Xina, Japó, Corea)
- Ctenolepisma wahrmani  Wygodzinsky, 1952 (Brasil)
- Ctenolepisma weberi  Escherich, 1905 (Sud-àfrica)

## Galeria

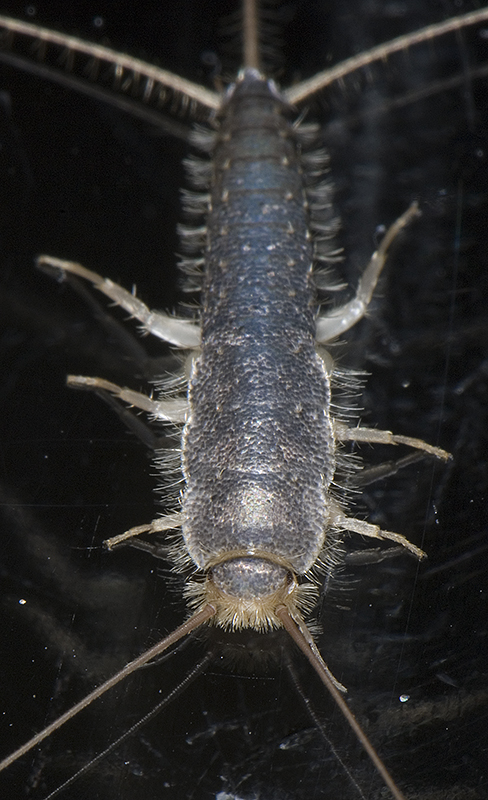
Ctenolepisma longicaudata
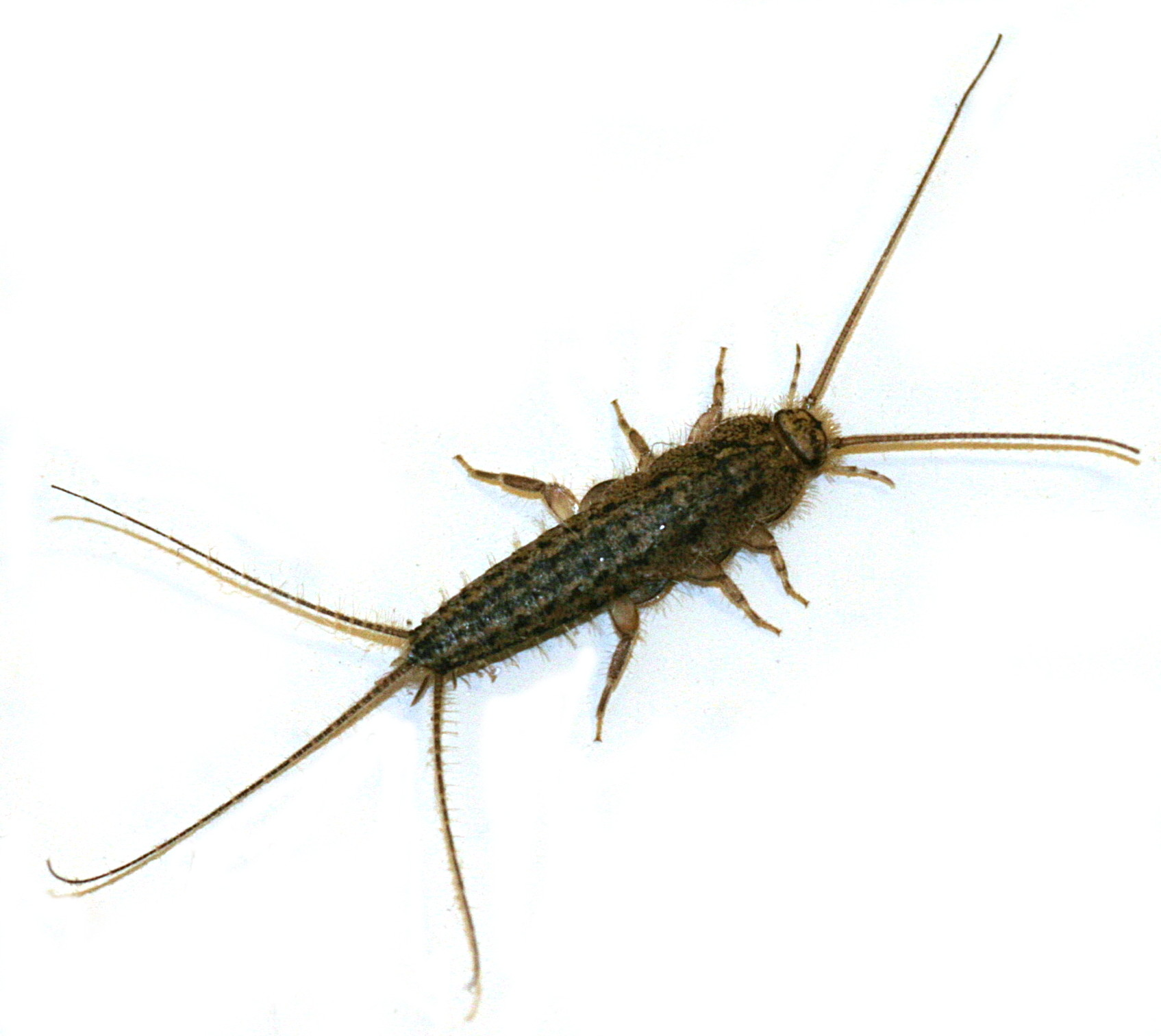
Ctenolepisma lineata
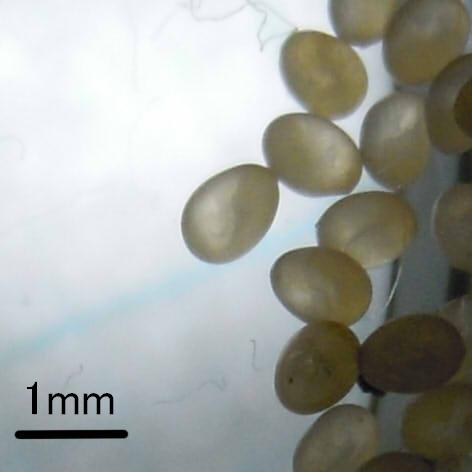
Ous de Ctenolepisma villosa